# Dasyphyllum
Dasyphyllumé um género de planta com flores da família Asteraceae . É distribuída na América do Sul, com várias espécies no sudeste Brasil.

## Espécies
O gênero Dasyphyllum possui 38 espécies reconhecidas atualmente.
- Dasyphyllum argenteum Kunth
- Dasyphyllum armatum (J.Kost.) Cabrera
- Dasyphyllum brasiliense (Spreng.) Cabrera
- Dasyphyllum brevispinum Sagást. & M.O.Dillon
- Dasyphyllum cabrerae Alva
- Dasyphyllum candolleanum (Gardner) Cabrera
- Dasyphyllum chapadense (S.Moore) Cabrera
- Dasyphyllum colombianum (Cuatrec.) Cabrera
- Dasyphyllum cryptocephalum (Baker) Cabrera
- Dasyphyllum diacanthoides (Less.) Cabrera
- Dasyphyllum donianum (Gardner) Cabrera
- Dasyphyllum excelsum (D.Don) Cabrera
- Dasyphyllum ferox (Wedd.) Cabrera
- Dasyphyllum flagellare (Casar.) Cabrera
- Dasyphyllum floribundum (Gardner) Cabrera
- Dasyphyllum fodinarum (Gardner) Cabrera
- Dasyphyllum horridum (Muschl.) Cabrera
- Dasyphyllum hystrix (Wedd.) Cabrera
- Dasyphyllum inerme (Rusby) Cabrera
- Dasyphyllum lanceolatum (Less.) Cabrera
- Dasyphyllum latifolium (Gardner) Cabrera
- Dasyphyllum lehmannii (Hieron.) Cabrera
- Dasyphyllum leiocephalum (Wedd.) Cabrera
- Dasyphyllum leptacanthum (Gardner) Cabrera
- Dasyphyllum maria-lianae Zardini & Soria
- Dasyphyllum orthacanthum (DC.) Cabrera
- Dasyphyllum popayanense (Hieron.) Cabrera
- Dasyphyllum reticulatum (DC.) Cabrera
- Dasyphyllum spinescens (Less.) Cabrera
- Dasyphyllum sprengelianum (Gardner) Cabrera
- Dasyphyllum synacanthum (Baker) Cabrera
- Dasyphyllum tomentosum (Spreng.) Cabrera
- Dasyphyllum trichophyllum (Baker) Cabrera
- Dasyphyllum vagans (Gardner) Cabrera
- Dasyphyllum varians (Gardner) Cabrera
- Dasyphyllum velutinum (Baker) Cabrera
- Dasyphyllum vepreculatum (D.Don) Cabrera
- Dasyphyllum weberbaueri (Tovar) Cabrera